# Lecania pacifica
Lecania pacifica är en lavart som beskrevs av B. D. Ryan & van den Boom. Lecania pacifica ingår i släktet Lecania och familjen Ramalinaceae.   Inga underarter finns listade i Catalogue of Life.